# Talía (nombre)
Talía es un nombre femenino de origen mitológico grecolatino que significa 'florecer'. Tiene las siguientes variantes ortográficas y de acentuación: 
- Talía o Thalía (de la forma latina THALĪA), trisilábica con acentuación llana e hiato.
- Talia o Thalia (de la forma griega θάλεια, pron. [θália]), bisilábica con acentuación llana y diptongo.

## Mujeres llamadas Talía
- Talia, diosa griega.
- Thalía, cantante y actriz mexicana.
- Talia Ryder, actriz estadounidense.
- Thalia Zedek, cantante de rock estadounidense.

- Datos: Q6138373